# Cetatea Reichenberg (Renania-Palatinat)
Cetatea Reichenberg este o cetate medievală, situat lângă comuna Reichenberg, în landul Renania-Palatinat Germania.